# Honfleur (ferry)
Le Honfleur est un ferry propulsé au gaz naturel liquéfié commandé en 2017 par la compagnie Brittany Ferries au chantier naval Flensburger Schiffbau Gesellschaft de Flensbourg. Alors que sa mise en service est initialement prévue pour juin 2019, la construction prend du retard en raison des difficultés financières du constructeur. En juin 2020, la construction est toujours inachevée lorsque Brittany Ferries prend la décision d’annuler la commande en raison du retard accumulé dans la construction, mais également des difficultés entrainées par la pandémie de Covid-19 et le Brexit.

## Histoire

### Genèse du projet

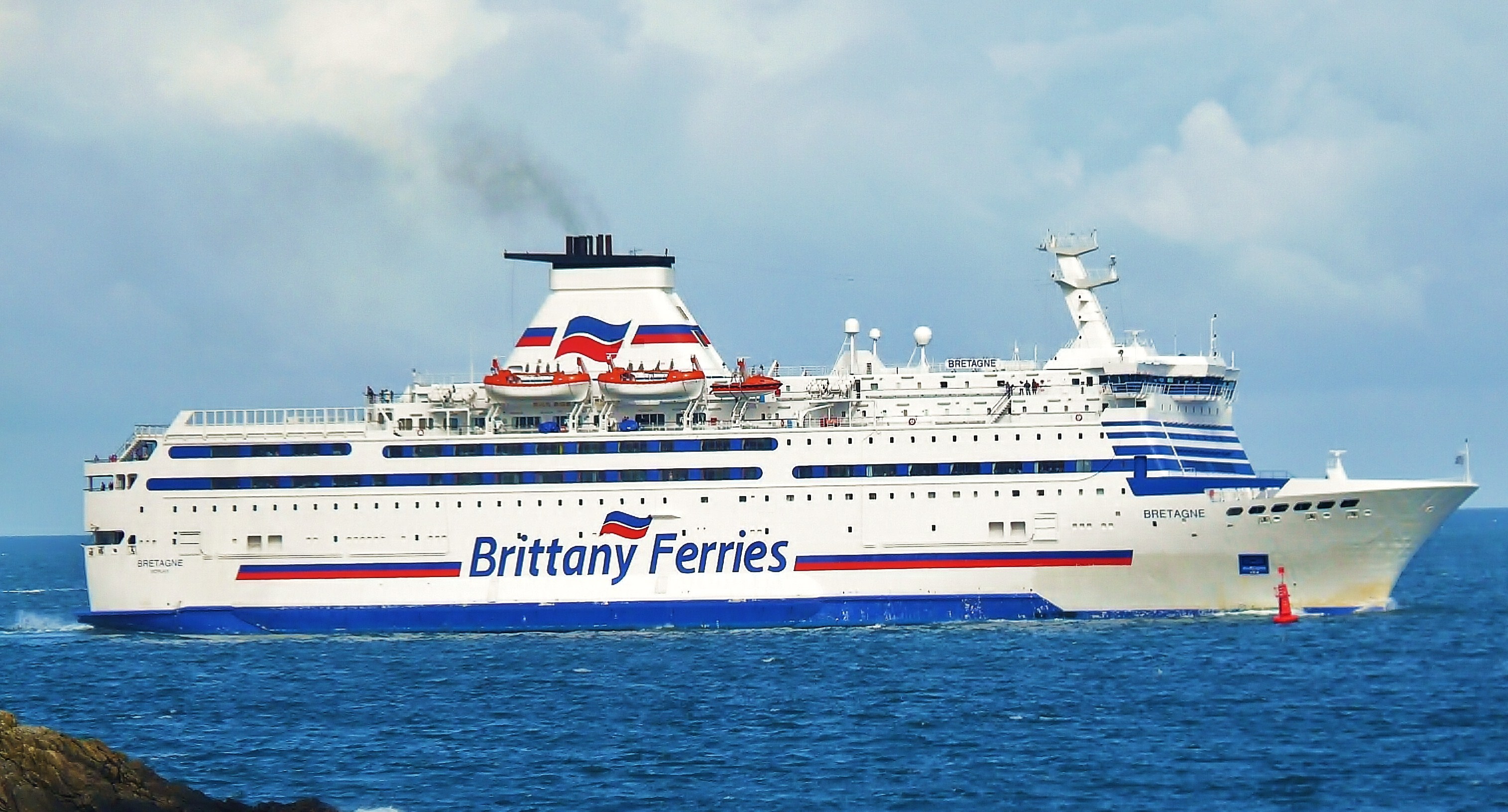
En 2009, Brittany Ferries envisage de remplacer le Bretagne par un navire au GNL dans le cadre du projet Pegasis.

Brittany Ferries commence dès 2009 à étudier la possibilité de motoriser ses navires en utilisant le gaz naturel liquéfié en lieu et place du mazout afin de se mettre en conformité avec les règlementations internationales sur les émissions de soufre. Toutefois, si la re motorisation s’avère techniquement réalisable, elle est peu viable économiquement et nécessite d’importants travaux sur les unités concernées. C’est dans ce contexte que nait le projet Pegasis, avec l’objectif de remplacer le ferry Bretagne, alors âgé de 20 ans, par un navire neuf propulsé au gaz naturel liquéfié. Le bureau d’études des chantiers navals STX France de Saint-Nazaire est alors contacté pour réaliser le cahier des charges. Le projet est toutefois abandonné en 2014 en raison de difficultés à le financer.
Mais la compagnie ne reste pas sur cet échec et lance, en 2015, un plan de transition énergétique de sa flotte. Les 6 unités alors en service sont alors équipés de scrubbers, des épurateurs permettant d’épurer les oxydes de soufre rejetés par les moteurs en les faisant passer dans un brouillard d’eau de mer. Le projet de construction d’un navire entièrement propulsé au GNL est également repris sous le nom de Mont Saint Michel 2, avec le projet de l’affecter à la liaison trans-manche entre le port français de Caen-Ouistreham et celui de Portsmouth en Angleterre.
Ce navire, qui doit être légèrement plus imposant que le Mont St Michel alors affecté à la ligne, est prévu pour se recharger en GNL grâce à des conteneurs chargés à chaque escale et transférant le gaz vers un réservoir tampon de 250 m3, d’où il est envoyé vers les moteurs.

### Commande

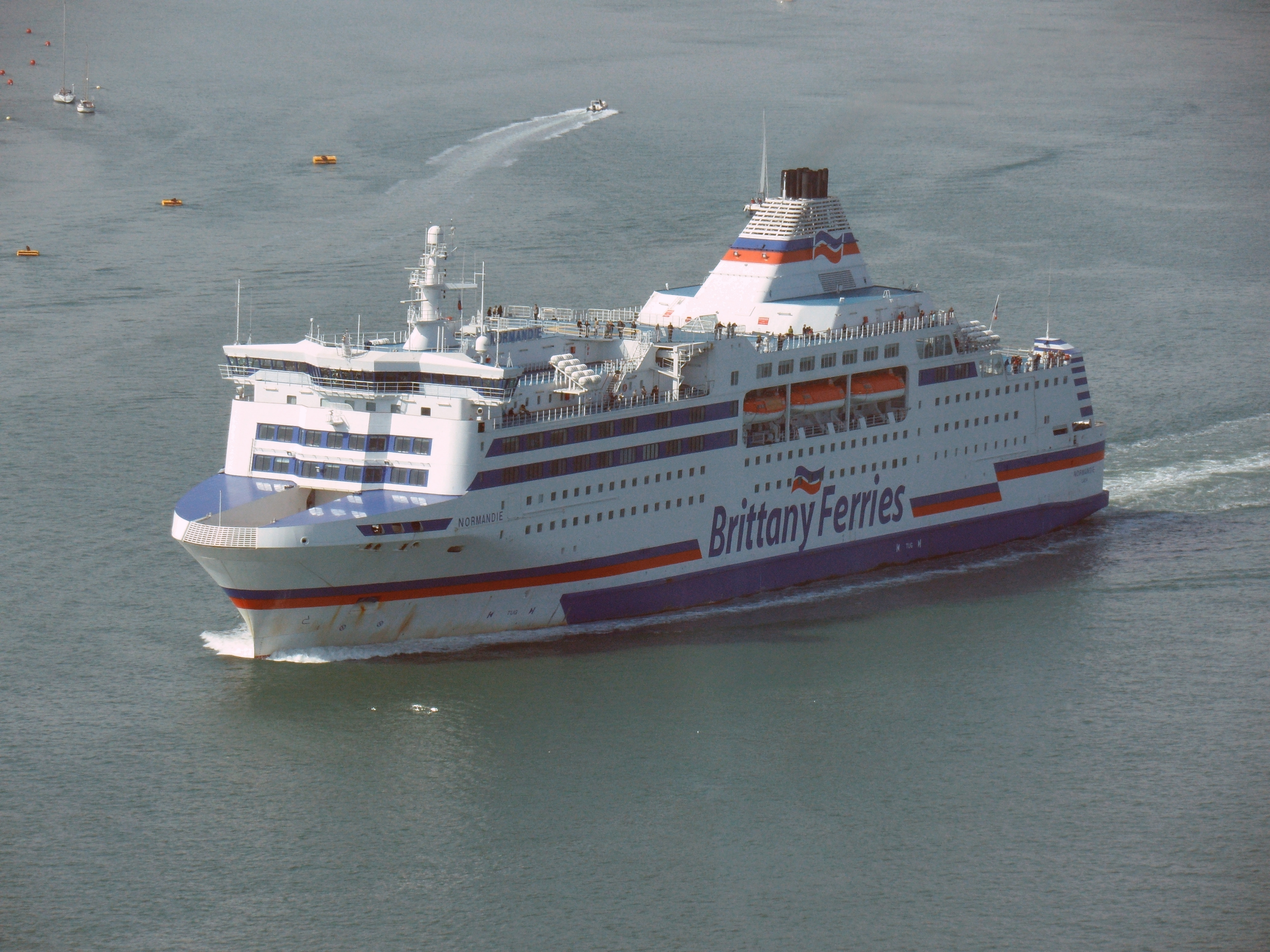
Le Honfleur est destiné à remplacer le Normandie sur la liaison Portsmouth-Caen à l’été 2019.

En décembre 2016, une lettre d'intention est signée entre la compagnie Brittany Ferries et le chantier naval allemand Flensburger Schiffbau-Gesellschaft en prévision de la construction du futur navire,, qui est destiné à remplacer le Normandie, alors âgé de 24 ans, sur la ligne Caen-Portsmouth. Un contrat exclusif est signé avec le groupe Total pour la fourniture en GNL de cette nouvelle unité.
Le contrat de construction du navire est officiellement signé en juin 2017, et annoncé depuis Honfleur, le nom de la commune ayant été choisi comme nom de baptême de cette nouvelle unité. D’une valeur de 200 millions d’euros, il prévoit la livraison pour l’été 2019 du ferry, propulsé au gaz naturel liquéfié, qui doit mesurer 187,4 mètres de long et être en mesure de traverser la Manche à 22 nœuds, en emportant à son bord 1 680 passagers et 130 semi-remorques, ou 64 camions et 550 voitures.
Le chantier a, en plus de la construction du navire, la charge d’étudier l’intégration de son système d’alimentation en GNL, mais également la fourniture de l’ensemble des éléments nécessaires à la navigation et au divertissement à bord.

### Construction
Le calendrier des travaux initial se découpe alors en quatre grandes étapes : la construction doit débuter en février 2018, puis la quille doit être entièrement posée en juin suivant. En novembre, la coque est censée quitter le hall de construction pour être achevée à flot, avant des essais en mer dans le courant du mois de mars 2019. Son baptême est même programmé pour le 30 avril 2019, suivi de sa mise en service sur la liaison transmanche entre la Normandie et la côte sud de l’Angleterre en juin.

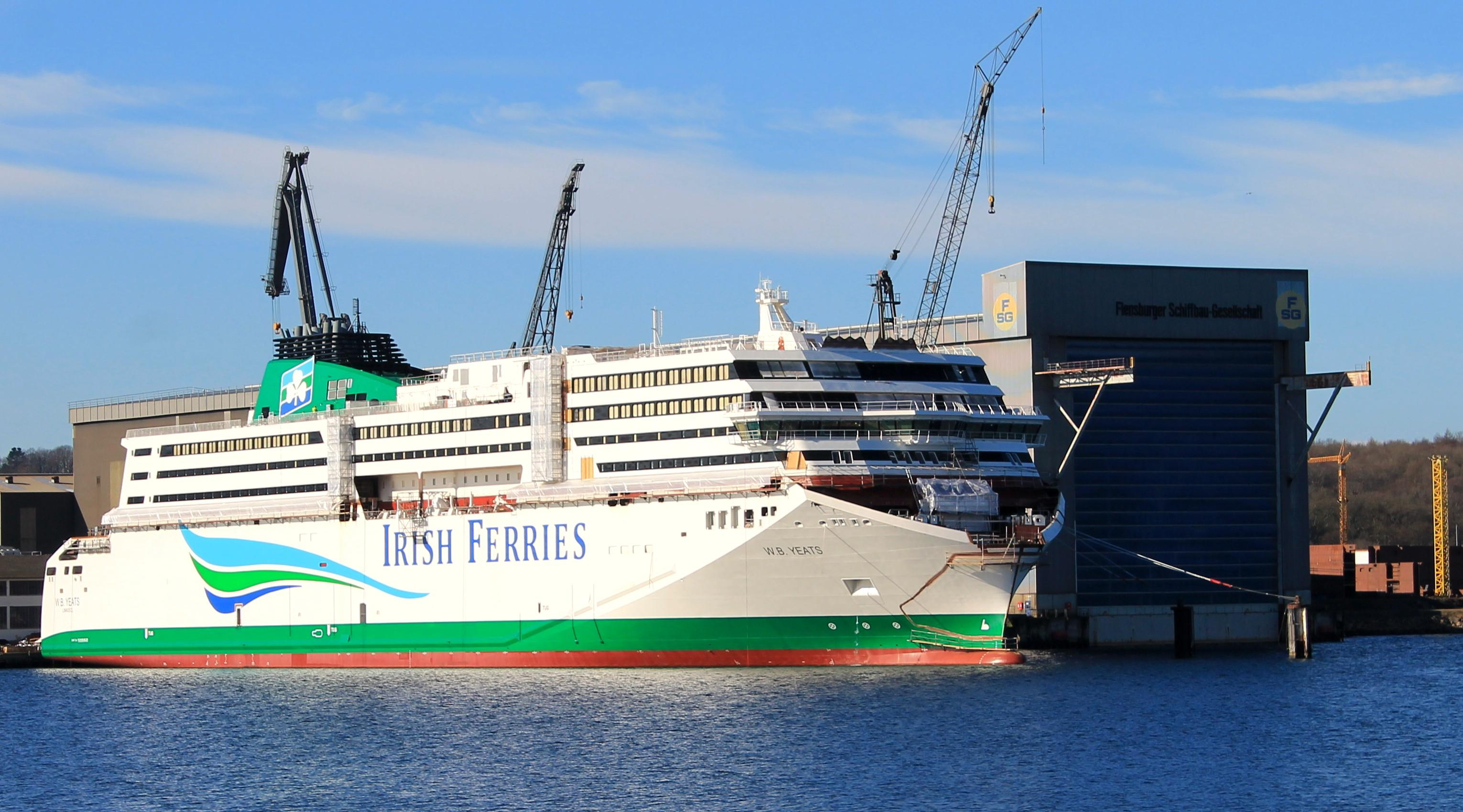
Irish Ferries inflige de lourdes pénalités financières au chantier naval, qui livre le W. B. Yeats avec 7 mois de retard.

Le chantier naval est toutefois grevé par de très lourdes pénalités financières infligées par Irish Ferries, dont le W. B. Yeats a été livré en décembre 2018, avec 7 mois de retard sur le programme initial en raison de problèmes lors de sa construction,.
La construction du Honfleur prend rapidement du retard. Le 12 mars 2018, avec un mois de décalage sur le calendrier, la construction débute par une cérémonie de découpe de la première tôle,,. La quille est posée en août 2018, avec deux mois de retard sur le programme initial, mais celui repasse à un mois lors de la mise à l’eau de la coque, qui est réalisée avec succès le 14 décembre 2018 à midi,. Les éléments des superstructures, réalisés par Marine Projects à Gdańsk, sont installés la semaine suivante,.

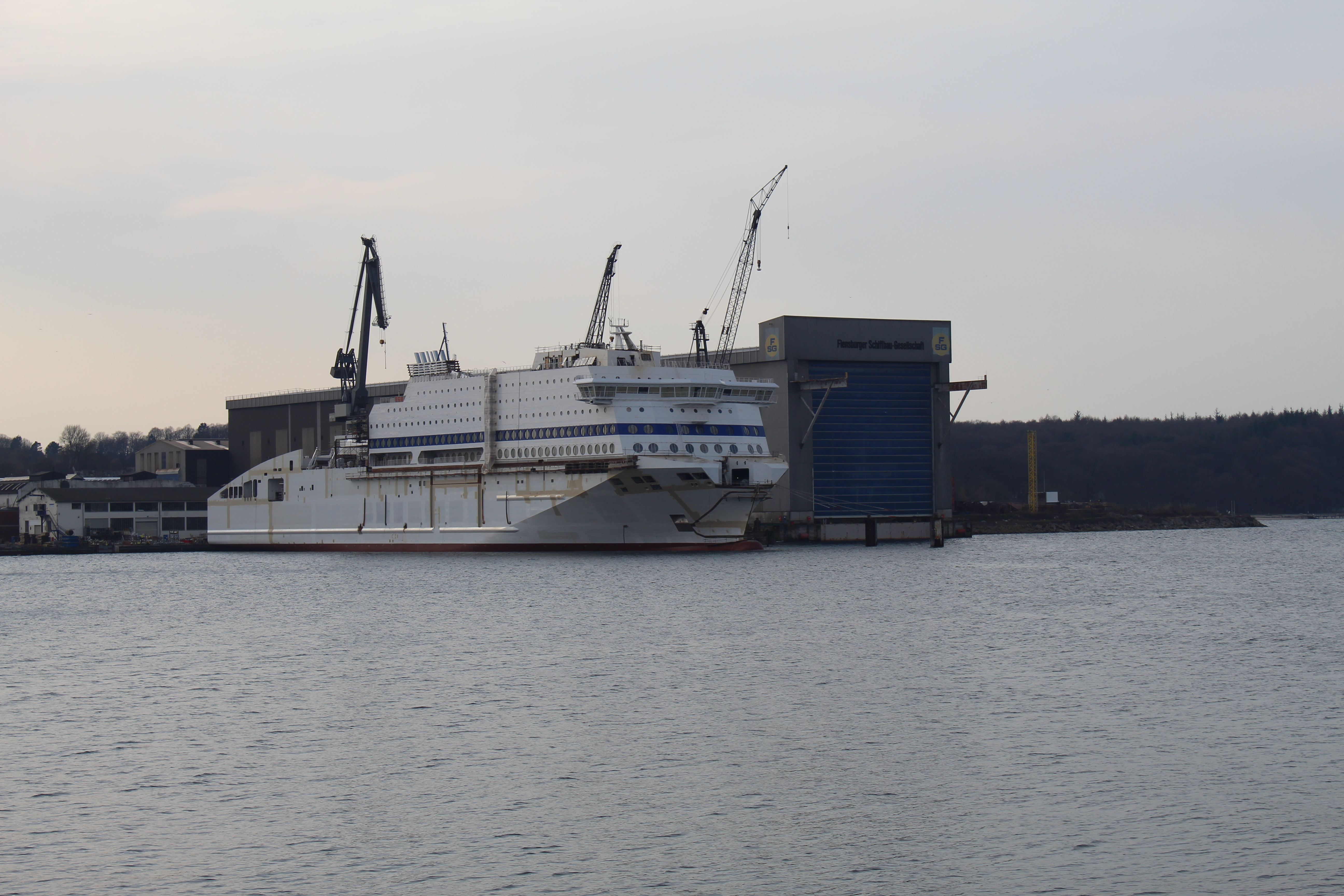
Alors que le calendrier initial prévoyait une livraison en avril 2019, le navire est loin d’être achevé à cette date.

Mais les difficultés financières du chantier se font de plus en plus importantes. La livraison est repoussée à 2020, sans qu’aucune date précise ne soit communiquée. Des photos du navire réalisées en septembre 2019 le montre avec les logos de Brittany Ferries peint sur ses flancs.

En mars 2020, la livraison du Honfleur est encore envisagée pour la fin de cette même année, mais la construction est arrêtée en avril 2020 lorsque, en pleine pandémie de Covid-19, le chantier naval se déclare en faillite après avoir du rembourser 33 millions d’euros à Irish Ferries, qui a annulé le contrat de construction d’un second ferry. En mai 2020, le chantier est placé sous protection du tribunal de commerce. La livraison du Honfleur est alors annoncée pour 2021, imposant à Brittany Ferries d’affréter le Kerry auprès de Stena Line afin de compenser la sortie de flotte du Baie de Seine, loué pour 5 ans en 2015 auprès de DFDS Seaways.  

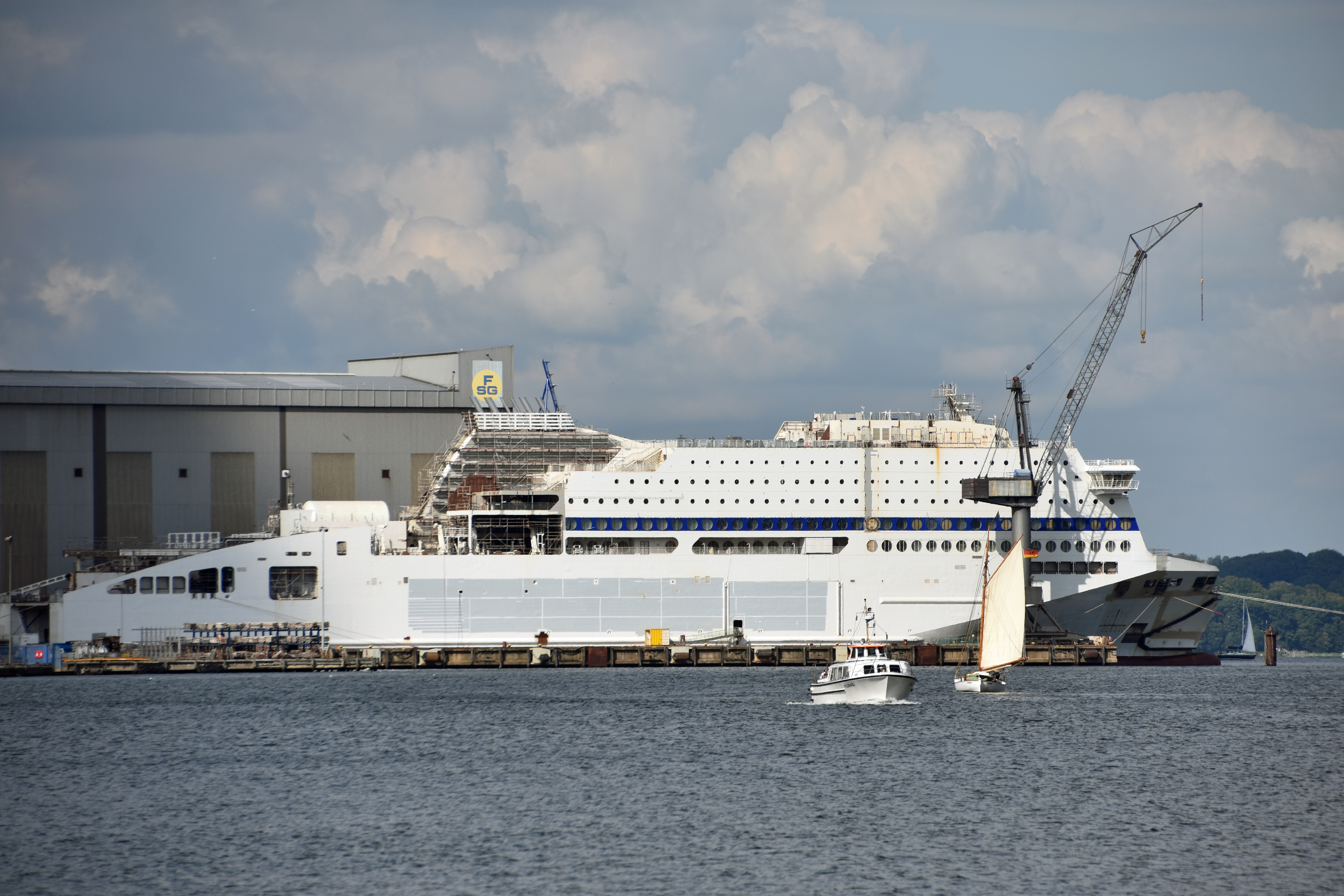
Deux mois après l’annulation du contrat, la coque a été repeinte pour faire disparaitre les logos de Brittany Ferries.

Les travaux de construction ne reprennent qu’en juin 2020 mais Brittany Ferries, éprouvée par les conséquences de la pandémie et considérant que le chantier ne sera pas capable de finir le navire dans un délai raisonnable, annule le contrat le 18 de ce même mois,. Le chantier se retrouve donc propriétaire du ferry, achevé à 85 %. En août 2020, Lars Windhors rachète les parts de Siem Group dans le chantier naval, qui récupère le navire inachevé. 

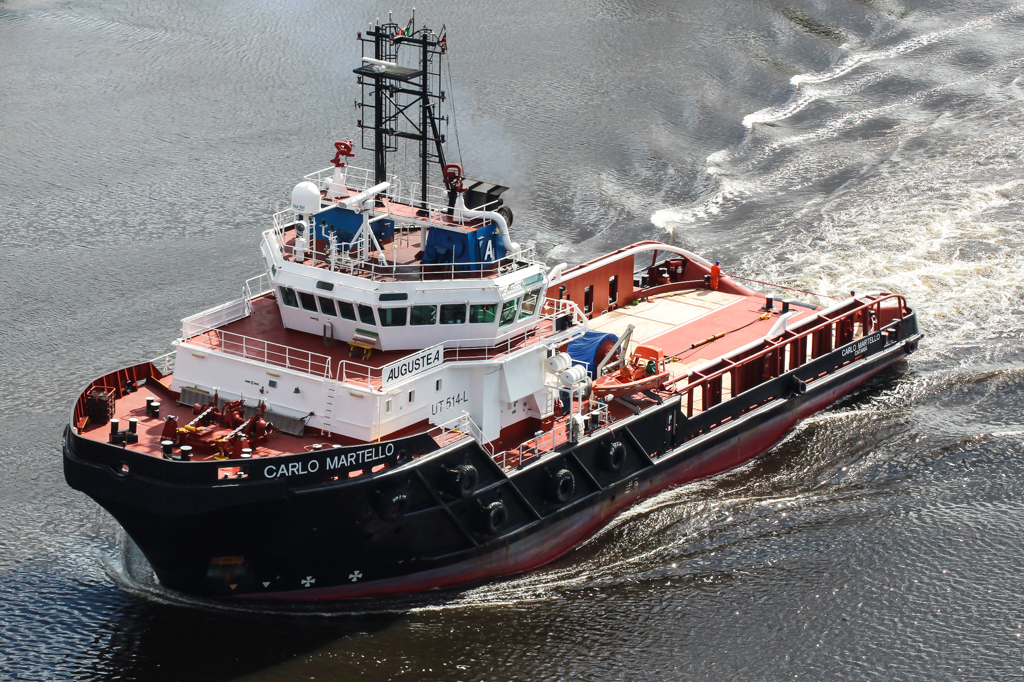
En octobre 2020, le Carlo Martello remorque le navire inachevé vers le chantier naval Fosen Yards, où il doit être achevé

Le 25 octobre 2020, celui-ci quitte Flensbourg en remorque des Svitzer Thoer et Carlo Martello. Le lendemain, le chantier naval norvégien Fosen Yards, installé à Rissa, publie un communiqué où il annonce avoir été contacté par Siem Group pour achever la construction du navire,. Son installation électrique est entièrement reprise et le navire est achevé.
En 2022, il est immatriculé sous pavillon chypriote avant de rejoindre la Pologne et le chantier Nauta Shipard à Gdynia en mai suivant,.

### Service
À la fin du mois de février 2023, la compagnie maritime espagnole Baleària annonce affréter le navire pour une durée de 6 mois avec option d’achat.
Le 1er mars, le navire change de nom pour devenir le Rusadir.

## Caractéristiques
Le Honfleur mesure 187,4 mètres de long pour 31 mètres de large. Son tirant d’eau est de 6,4 m, et son tonnage brut est d’environ 43 130 tjb. Il peut transporter 1 680 passagers, ainsi que 550 voitures et 64 camions, ou 130 poids lourds.

### Motorisation
Le navire aurait dû être propulsé par 4 moteurs W6L46DFA dual-fuel (pouvant utiliser du GNL ou du diesel), produits par Wärtsila et pouvant théoriquement développer jusqu’à 28 MW pour propulser le navire à 22 nœuds. Ces moteurs devaient alimenter 2 hélices à pales fixes, situées à la poupe du navire, ainsi que 3 propulseurs d’étraves.
Il est prévu que le ferry utilise du GNL, fourni par deux iso-conteneurs de 40 pieds acheminés par la route depuis le terminal méthanier de Dunkerque. Ces conteneurs devaient être changés deux fois par semaine lors d’une opération réalisée en moins de 15 minutes. Le gaz aurait dû être acheminé vers les moteurs après avoir traversé une cuve tampon de 350 m3, pour une consommation hebdomadaire estimée à 600 m3.

### Design
Les plans du navire sont réalisés par l’architecte naval français Brice Robinson.

### Conception et aménagement intérieur
Selon les plans initiaux, le navire doit comporter 11 ponts, reliés entre eux par deux escaliers et deux ascenseurs. 2 600 mètres sont réservés aux véhicules, tandis que les passagers disposent de 5 200 m2. 261 cabines sont prévues, ayant une capacité de 4 à 6 personnes et accessibles aux personnes à mobilité réduite (PMR).
Deux cinémas sont prévus à bord, ainsi qu’une boutique, des aires de jeux et des espaces numériques. Pour la restauration, le navire doit être équipé d’un bar, d’un café, mais aussi d’un self et d’un restaurant à la carte avec service inclus.